# Hôtel de Cassini
CassiniEl Hôtel de Cassini, también conocido como Hôtel Pecci-Blunt, es una mansión privada parisina, ubicada en el número 32 de la rue de Babylone, en el distrito 7. Propiedad del estado desde 1974, alberga varios servicios del Primer Ministro.

## Historia
Fue construido en 1768 por el arquitecto Claude Billard de Bélisard, arquitecto del Príncipe de Condé, y el contratista Louis-Pierre Lemonnier por encargo del Marqués Dominique-Joseph de Cassini, el más joven de la famosa familia de astrónomos, nieto del fundador del Observatorio de París, Jean-Dominique Cassini (Cassini I).
El alzado del hotel constaba de una planta baja, coronada por un ático.
El proyecto original de Bélisard se conservó en un álbum vendido en 1897 en la venta de Goncourt (n. 373) y que ahora se encuentra en el Cabinet des Estampes de la Biblioteca Nacional de Francia.
Dominique-Joseph, marqués de Cassini hijo de Jacques Cassini, había emprendido la carrera militar. Participó, con el grado de mariscal de campo, en la Guerra de sucesión polaca y la Guerra de sucesión austríaca. Fue miembro del Senado de Siena, donde nunca se sentó. Su esposa, Angélique-Dorothée Babaud, hija de Jean Babaud y nuera del financiero Jacques Masson, fue entre otros la amante del Príncipe de Condé y del Conde de Maillebois.
Tras la muerte del marqués de Cassini, volvió en 1794 a la familia de Antoine de Landrieffe, de quien Cassini había pedido prestada la suma necesaria para la adquisición del terreno y que nunca devolvió. En 1806 fue adquirida por el general François Auguste de Caffarelli du Falga, ayudante de campo de Napoléon y Gobernador del Palacio de las Tullerías.
En 1825, fue vendido al barón Jean de La Rochefoucauld, fallecido en el hotel en 1834, cuyo hijo, el conde Albert de La Rochefoucauld Bayers lo vendió en 1838 al duque de Croÿ d'Haven. Habiendo muerto este último al año siguiente, sus tres hijas vendieron el hotel en 1840 a la baronesa de Montigny. Nacida como Marie Charlotte Josephe Lallart de Berlette, murió en 1846 en el hotel que su hijo, Jules de Montigny, exdiputado de Pas-de-Calais, vendió en 1861 para construir otro.
Luego fue adquirido por Jean Hector Bouruet-Aubertot, precursor de los grandes almacenes parisinos (Au Gagne Petit), quien lo revendió en 1863 a Suzanne Françoise Aglaé Louise Marie Le Peletier de Morfontaine, de una dinastía de magistrados y esposa del conde Ernest de Talleyrand-Périgord. De hecho, se vieron obligados a abandonar su magnífico hotel en Monville, construido por Étienne-Louis Boullée en la rue d'Anjou, que iba a ser destruido por la perforación del Boulevard Malesherbes.
La condesa de Talleyrand-Périgord mandó reconstruir literalmente el Hôtel de Cassini, que debía estar en mal estado, por el arquitecto Jean Jacques Nicolas Arveuf-Fransquin ( 1802-1876 ), quien lo transformó en un pastiche de estilo Luis XVI. Fue él quien creó la rotonda en el jardín para volver a montar la magnífica carpintería del Hôtel de Monville que todavía está allí. Pasó luego a su hija Marie Louise Marguerite de Talleyrand Périgord, viuda del príncipe Henri de Ligne y, en 1917, a sus nietos, el príncipe Ernest de Ligne y la duquesa viuda de Beaufort-Spontin, quienes lo venden en 1919.
Cecil Blumenthal dit Blunt, rico heredero estadounidense, buscaba una residencia parisina con motivo de su matrimonio con Anna Laetitia (conocida como Mimi) Pecci, sobrina nieta del Papa León XIII, la está adquiriendo. En la década de Años 1920, la pareja hizo restaurar la mansión privada y rediseñar los jardines por el arquitecto Jacques Gréber (1882-1962). Rebautizado como Hôtel Pecci-Blunt, fue amueblado a la última moda, en particular por Jean-Michel Frank.
La casa permaneció en la familia Pecci-Blunt hasta 1948, cuando se convirtió en un hospedaje para los padres misioneros de paso en París.
En 1974, la secretaría general de Gobierno adquirió el inmueble para instalar la dirección general de la administración y el servicio público. Después de haber albergado al ministro encargado del Plan de Recuperación (Patrick Devedjian), acogió en 2015 a la Secretaria de Estado para la Reforma y Simplificación del Estado (Clotilde Valter, que sustituyó el 18 de junio de 2015 a Thierry Mandon), los directores de proyectos de simplificación de los servicios del Primer Ministro, así como la Comisión General de Inversiones.
La delegación interministerial a los Juegos Olímpicos y Paralímpicos de 2024 tiene su sede aquí.

## Arquitectura
Está construido en estilo clásico entre patio y jardín. El patio se abre a la rue de Babylone a través de una puerta cochera, flanqueada por la cabaña de un cuidador. El hotel tiene forma de U con dos alas en ángulo recto a derecha e izquierda del patio. El edificio principal principal, al final del patio, perdió sus escalones en las transformaciones llevadas a cabo por Arveuf-Fransquin, quien añadió balaustradas de sillería y guirnaldas de follaje estilo Luis XVI a las ventanas del primer piso.
Dos grandes ventanales dan acceso al amplio vestíbulo, con piso pavimentado en mármol blanco y negro. El despacho del ministro se encuentra en la antigua biblioteca, en la planta baja con vistas al jardín. El gran salón circular contiguo se conoce tradicionalmente como la Salle de la Chapelle. El magnífico trabajo en madera proviene del Hôtel de Monville y ciertamente fue ejecutado según los diseños de Étienne-Louis Boullée. Junto a este salón, simétrico a la biblioteca, Arveuf-Fransquin creó la Salle des Marbres, un antiguo comedor. : tiene sobrepuertas del Hôtel de Monville con decoración de mármol cerezo estilo Luis XIV y suelo de parquet point húngaro.
El jardín de 5000 m2 linda con el del Hôtel de Matignon. La fuente esculpida sobre el tema de la ronda de niños » se debe a Henri-Léon Gréber, padre del arquitecto Jacques Gréber.

El edificio al final del jardín es el antiguo hotel construido en 1963 para uso de las Misiones Extranjeras. Ahora alberga oficinas Cassini.

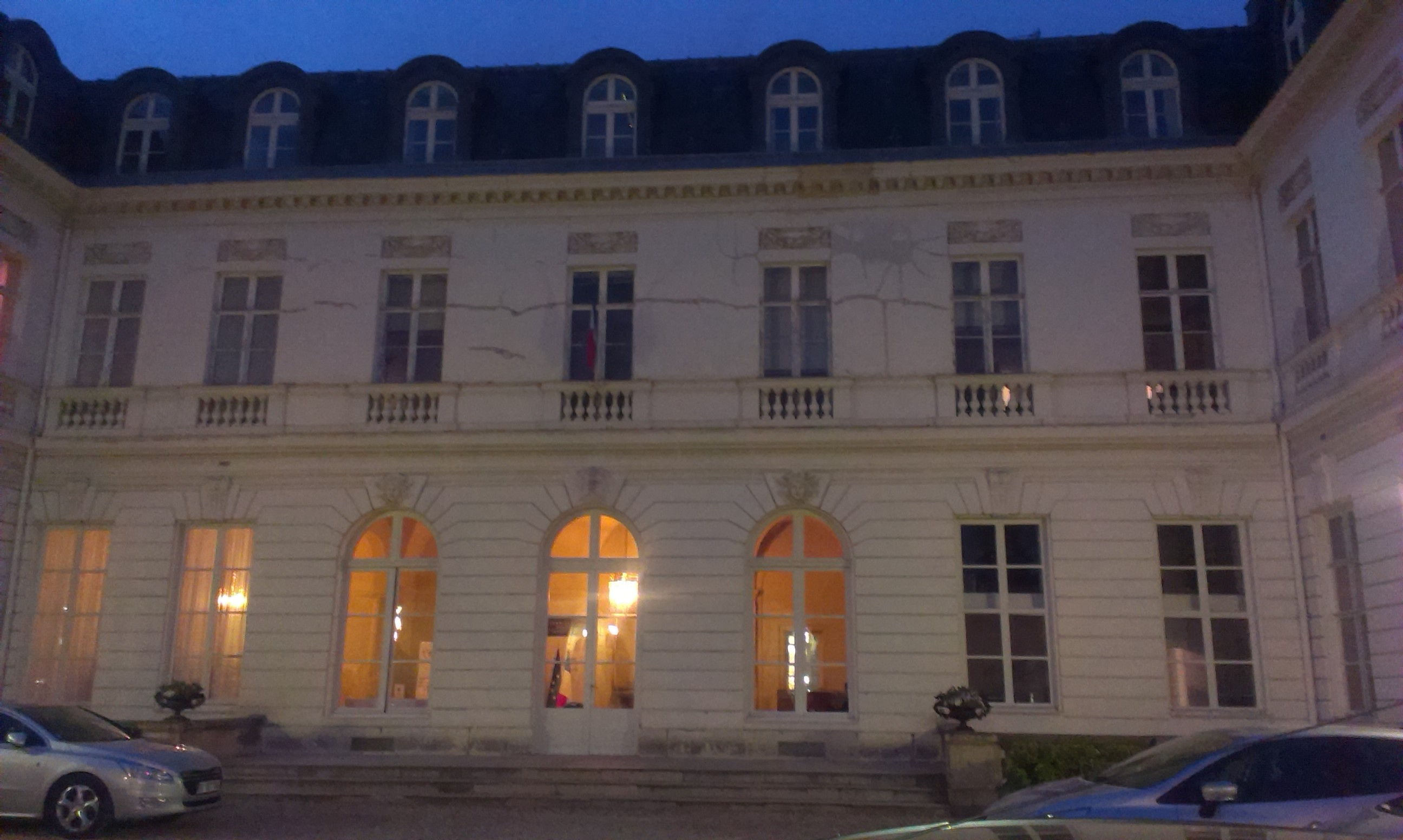
Vue de l'hôtel de Cassini (côte cour).
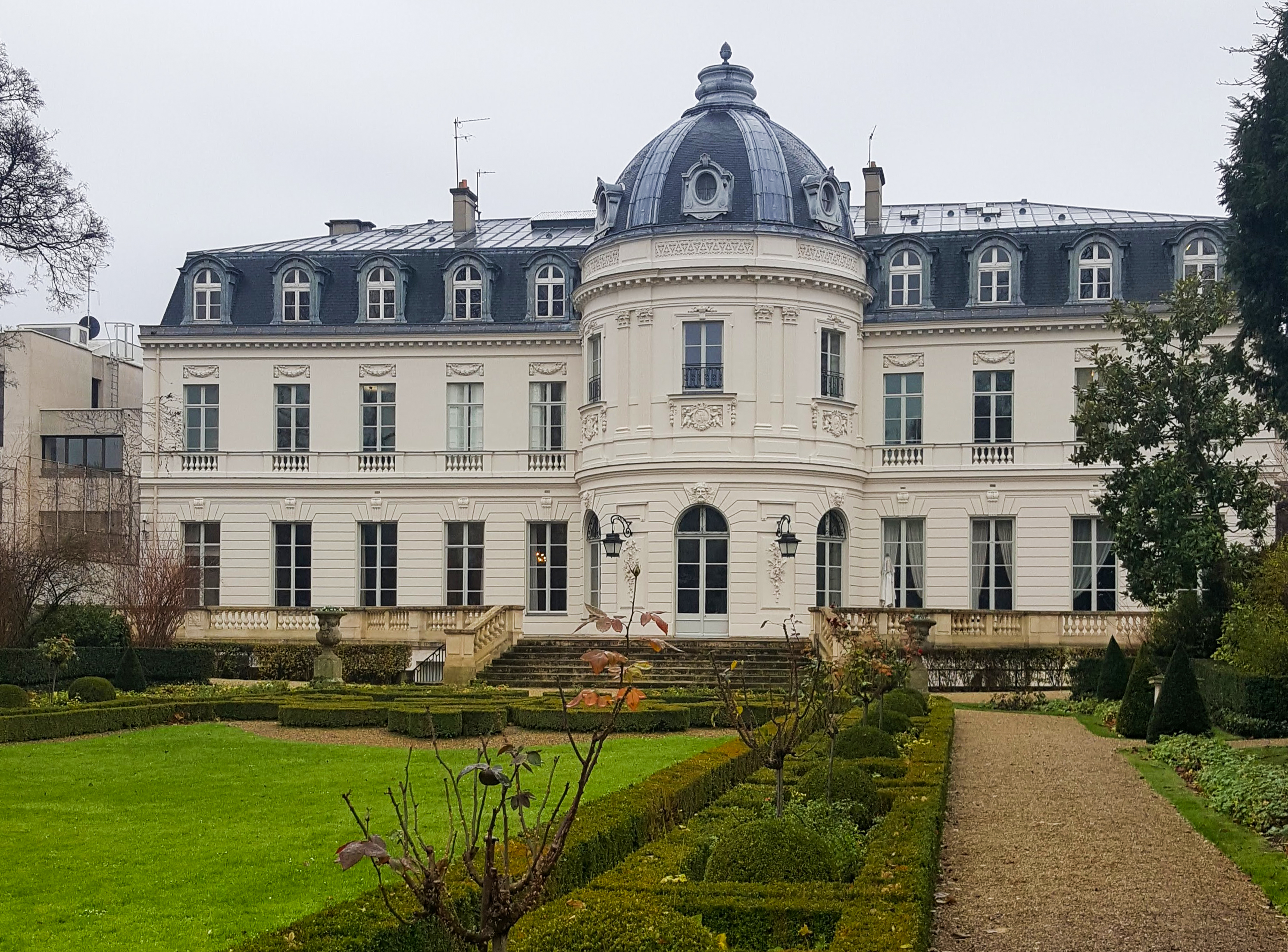
Vue de l'hôtel de Cassini (côte jardin).
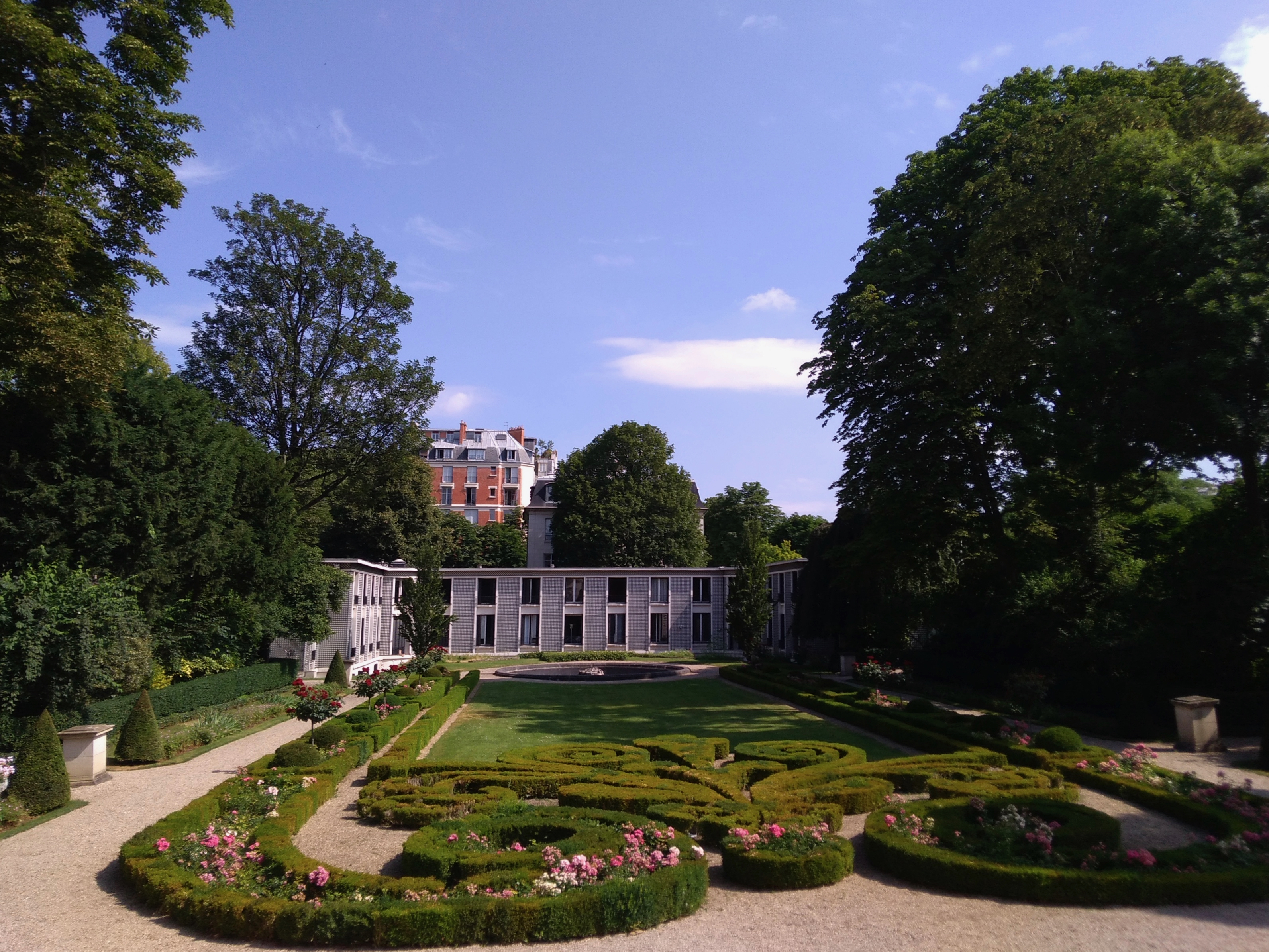
Jardin de l'hôtel
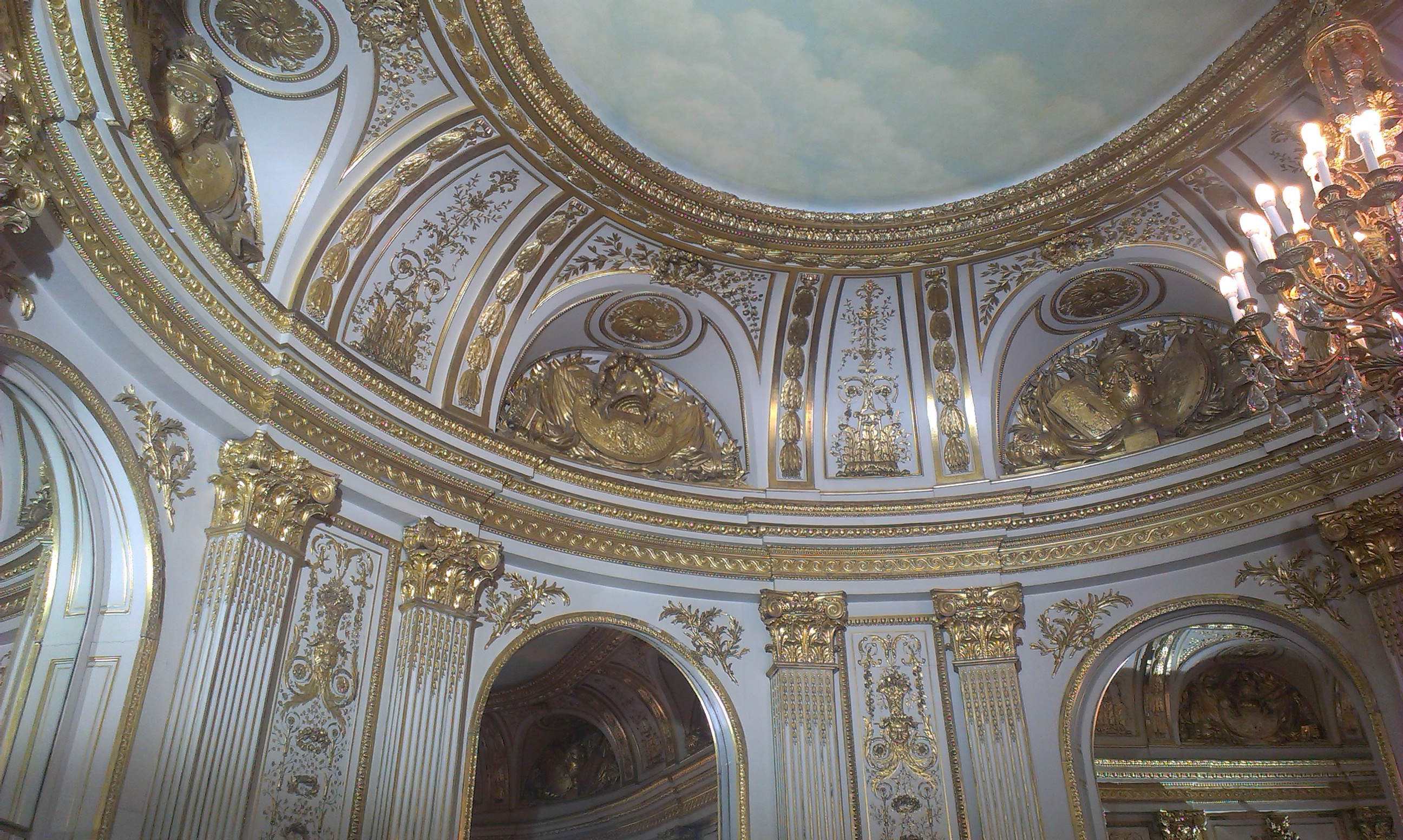

## Protección
Las fachadas y cubiertas a la calle, al patio y al jardín (excluyendo el edificio de 1963 al final del jardín), el suelo de la parcela, las habitaciones 23, 16 y 15 a ambos lados del gran salón ovalado (cad. 07 : 01 AJ 12) figuran en el inventario adicional de monumentos históricos por orden del 17 de junio de 1993.
El gran salón ovalado con vistas al jardín y el antiguo comedor conocido como salón de mármol, en la planta baja (cad. 07 : 01 AJ 12) están clasificados como monumentos históricos por orden del 10 de julio de 1995.